# Eunidia paraflavicans
Eunidia paraflavicans är en skalbaggsart som beskrevs av Stefan von Breuning 1971. Eunidia paraflavicans ingår i släktet Eunidia och familjen långhorningar. Inga underarter finns listade i Catalogue of Life.